# Pijanec
Pijanec ali Delčevska kotlina je kotlina v zgornjem toku reke Bregalnice na vzhodu Makedonije. Razteza se v smeri sever–jug v dolžini okoli 15 kilometrov, široka je 4–5 km in leži na nadmorski višini 600–630 m. Osrednje naselje je mesto Delčevo.
Ime povezujejo s tračanskim plemenom Peonci.